# 张官遗址
张官遗址，位于中国山东省济南市长清区归德镇张官村南大沙河畔，是一新石器时代遗址。该遗址发现于1988年。1992年6月12日，张官遗址列入山东省文物保护单位。
张官遗址面积约3万平方米，现为农田覆盖。该遗址出土有陶器、石器等，其文化面貌与济宁张山遗址相同，时代上属于北辛文化。